# Acherontiella candida
Acherontiella candida är en urinsektsart som först beskrevs av Delamare Deboutteville 1952.  Acherontiella candida ingår i släktet Acherontiella och familjen Hypogastruridae. Inga underarter finns listade i Catalogue of Life.